# Cầu vượt đầm Manchac
Cầu Manchac Swamp, hay Cầu vượt đầm Manchac là tên của bộ đôi cầu bê tông ở bang Louisiana, Hoa Kỳ. Với tổng chiều dài 36,71 km, đây là chiếc cầu dài thứ tư trên thế giới (xem Danh sách cầu dài nhất thế giới). Cây cầu nằm trên đường Xa lộ Liên tiểu bang 55, đoạn vượt qua đầm Manchac ở Louisiana, có chiều dài bằng một phần ba chiều dài đường cao tốc này (khoảng 110 km). Thông xe năm 1979, mỗi chân trụ cầu đã được cắm sâu xuống đầm ở độ sâu 76 m, và chi phí xây dựng cho mỗi dặm (1.6 km) mặt cầu là 7 triệu đôla.